# Adam Yahiye Gadahn
Adam Yahiye Gadahn (även kallad Azzam amerikanen), född Adam Pearlman 1 september 1978 i Oregon, död i januari 2015 i Pakistan, var en al-Qaidamedlem av amerikanskt ursprung. Han har även varit uppsatt på FBI:s terroristlista.
Gadhan konverterade till islam under 1990-talet och flyttade till Pakistan för att bli översättare för al-Qaida. Han steg i rang inom nätverket efter Usama bin Ladens död.